# 요리보고 세계보고
《요리보고 세계보고》는 2002년 10월 21일부터 2008년 6월 17일까지 문화방송에서 방송된 교양 프로그램이다.

## 프로그램 소개
식탁을 보면 문화가 보인다! '한 그릇 음식'에 담긴 각국의 문화~ 서양 속담에 "네가 무엇을 어떻게 먹는 지 말해주면, 나는 네가 누구인지 알 수 있다"란 말이 있다. 한 사람의 음식 습관을 보면 그 나라를 알 수 있다는 말이다. 실로 한 나라 사람들이 ‘무엇을 어떻게 먹느냐’는 것에는 그 나라의 기후와 풍토, 종교, 역사는 물론 국민성이나 가치관까지도 담겨 있다. 따라서, 다른 나라 사람들을 알고 이해하는 가장 재미있고 친숙한 방법이 바로 그 나라의 음식을 이해하는 것이다. 5대양 6대주를 누비며 그 나라의 현실적이고 생생한 음식 정보를 전달하는 '요리보고 세계보고'는 기존의 음식 만드는 법이나 특이한 음식을 소개하는 프로그램이 아닌 세계 각국에서 만날 수 있는 '한 그릇 음식'에 담긴 재미난 이야기와 그들만의 음식 철학을 알아보면서 다른 나라의 문화를 폭넓게 이해하고 시청자들이 맛있고 또 멋있는 인생을 사는데 일조하고자 한다.

## 진행자
- 류수민 아나운서

## 역대 진행자
- 방현주 아나운서
- 김경화 아나운서
- 차미연 아나운서
- 이정민 아나운서
- 나경은 아나운서